# Nicolas Koechlin

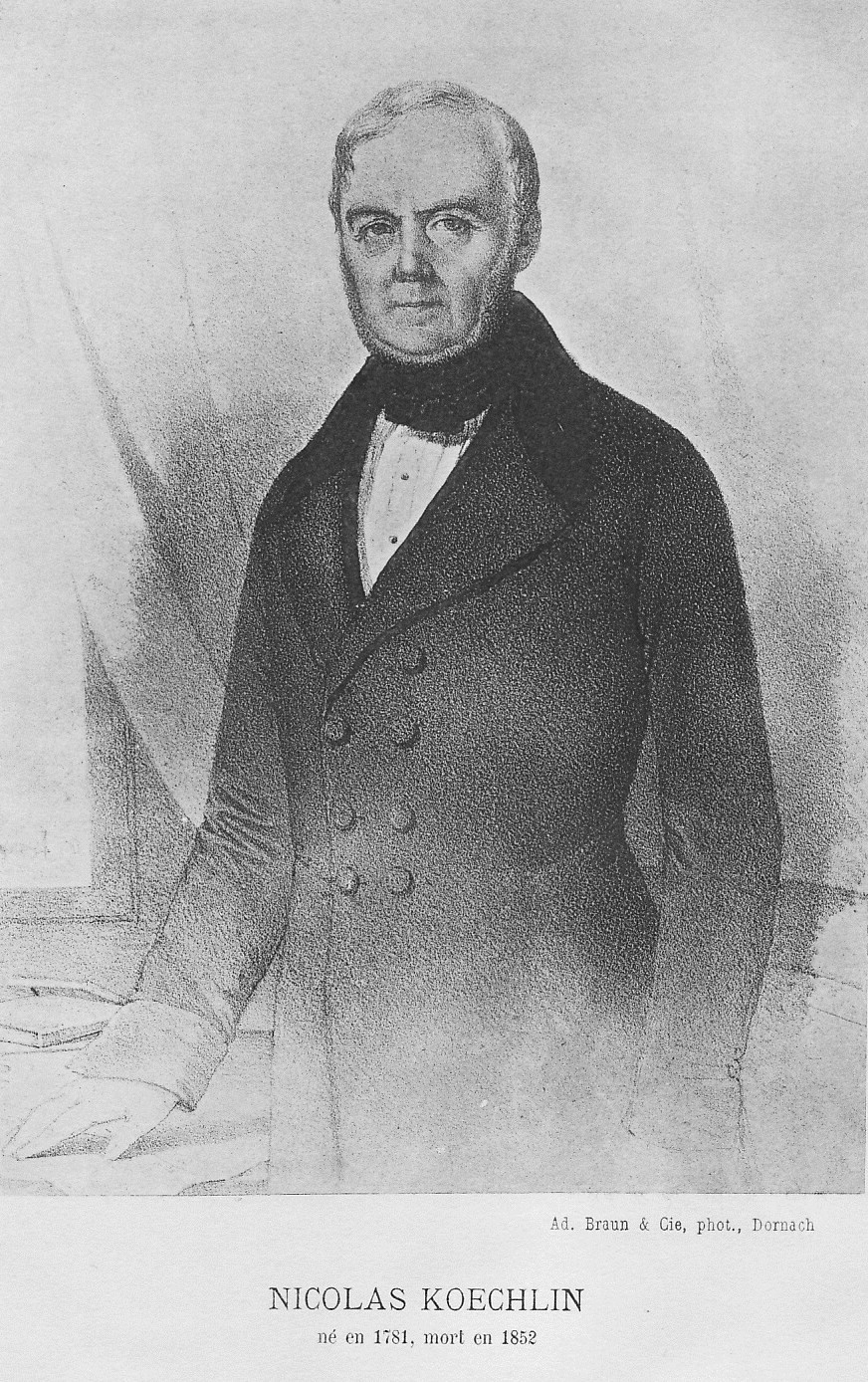
Nicolas Koechlin

Nicolas Koechlin (* 1. Juli 1781 in Mülhausen; † 15. Juli 1852 ebenda) war ein französischer Textil- und Eisenbahn-Unternehmer.

## Leben
Koechlin führte das Familienunternehmen mit Webereien in Masmünster, Mülhausen und Lörrach. Er unterstützte das Napoleonische Regime. Während der Invasion der alliierten Armeen 1814 nach dem Russlandfeldzug 1812 und Napoleons Herrschaft der Hundert Tage führte er mit seinen Brüdern einen Partisanenkampf in den Vogesen, wofür er in die Ehrenlegion aufgenommen wurde. 1820–1832 war er Vorstandsvorsitzender der Gesellschaft des Département Haut-Rhin zur Erschließung von Kohlevorkommen. 1830–1841 war er Abgeordneter des Département Haut-Rhin.
1837 gründete Koechlin die Compagnie du chemin de fer de Mulhouse à Thann für den Bau einer Eisenbahnlinie von Mülhausen nach Thann, die 1839 genehmigt wurde. Auf der Strecke fuhren drei Lokomotiven elsässischer Konstruktion aus dem Werk seines Vetters André Koechlin mit einer Spitzengeschwindigkeit von 65 km/h, und der Verkehr übertraf bald alle Erwartungen. 1838 gründete er zusammen mit seinen Brüdern die Compagnie du chemin de fer de Strasbourg à Bâle, um die Strecke von Straßburg nach Basel zu bauen und zu betreiben. Die Strecke wurde 1841 eröffnet und war die erste internationale Eisenbahnverbindung in Europa. Die Compagnie du chemin de fer de Strasbourg à Bâle, die Koechlin aufgrund seiner erdrückenden Schuldenlast verkaufen musste, wurde 1854 von den Chemins de fer de l’Est übernommen.
Die Familie Koechlin war mehrfach verschwägert mit der Familie Dollfus. Nicolas Koechlins Tochter Salomé heiratete Mathieu Dollfus, Gesellschafter von Dollfus-Mieg et Compagnie, deren Tochter Anne-Marie (1837–1917) Ehrendame der Kaiserin Eugénie wurde. Eine Ururururenkelin von Nicolas Koechlins Bruder Daniel ist die Schauspielerin Kalki Koechlin.